# Pebang állomás
Pebang (Baebang) állomás vasút- és metróállomás Dél-Cshungcshong (Chungcheong) tartomány Aszan (Asan) városában, mely a szöuli metró 1-es vonalát szolgálja ki.

## Viszonylatok
| 1-es vonal                             | 1-es vonal                                | 1-es vonal                                              |
| -------------------------------------- | ----------------------------------------- | ------------------------------------------------------- |
| Aszan (Asan) Szojoszan (Soyosan ) felé | Csanghang (Janghang) szakasz személyvonat | Onjangoncshon (Onyangoncheon) Sincshang (Sinchang) felé |
| Korail                                 |                                           |                                                         |
| Aszan (Asan) Cshonan (Cheonan) felé    | Csanghang (Janghang) vonal                | Onjangoncshon (Onyangoncheon) Ikszan (Iksan) felé       |